# Якорь Ансальдо

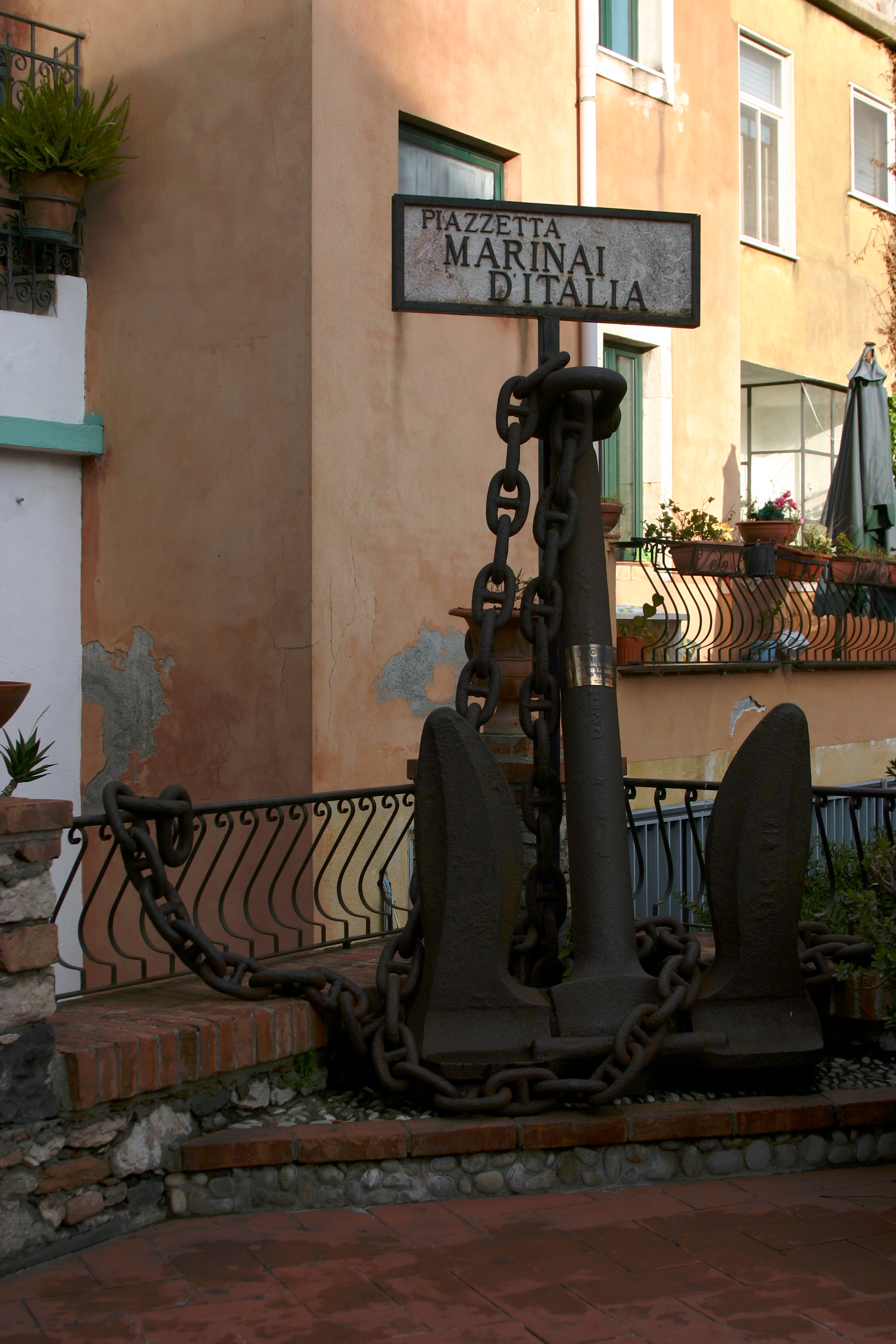
Якорь Ансальдо.

Якорь Ансальдо (англ. Ansaldo anchor) — один из типов современных якорей повышенной держащей силы. Разработан на итальянской верфи «Ансальдо» и наиболее распространен на судах итальянской постройки.

## Конструкция
Якорь имеет литую коробку, сближенные лапы с уменьшенной площадью захватов, круглое веретено. В целом похож на якорь Байерса, от которого отличается слегка изогнутыми лапами, с рёбрами жесткости, придающими им ножевидную форму.  Обтекаемая коробка и форма лап позволяют якорю лучше зарываться в грунт. 